# Программа минимальных моделей
Программа минимальных моделей — это часть  бирациональной классификации алгебраических многообразий. Её цель — построение как можно более простой бирациональной модели любого комплексного проективного многообразия. Предмет основывается на классической бирациональной геометрии поверхностей, изучаемой итальянской школой и в настоящее время находящейся в активном изучении.

## Основные принципы
Основная идея теории заключается в упрощении бирациональной классификации многообразий путём нахождения в каждом классе бирациональной эквивалентности многообразия, которое «так просто, насколько это возможно». Точное значение этой фразы развивается вместе с развитием самой теории. Первоначально для поверхностей это значило нахождение гладкого многообразия {\displaystyle X}, для которого любой бирациональный морфизм {\displaystyle f:X\rightarrow X'} с гладкой поверхностью {\displaystyle X'} является изоморфизмом.
В современной формулировке целью теории является следующее. Предположим, что нам задано проективное многообразие {\displaystyle X}, которое, для простоты, предполагается несингулярным. Возможны два варианта:
- Если {\displaystyle X} имеет размерность Кодайры[англ.] {\displaystyle \kappa (X,K_{X})=-\infty }, мы хотим найти многообразие {\displaystyle X^{\prime }}, бирациональное к {\displaystyle X}, и морфизм {\displaystyle f:X'\rightarrow Y} в проективное многообразие {\displaystyle Y}, такое, что  {\displaystyle \mathrm {dim} Y<\mathrm {dim} X^{\prime }}, с  антиканоническим классом[англ.] {\displaystyle -K_{F}} слоя общего вида {\displaystyle F}, являющегося обильным. Такой морфизм называется пространством расслоения Фано.
- Если {\displaystyle \kappa (X,K_{X})} не меньше 0, мы хотим найти {\displaystyle X'}, бирациональное {\displaystyle X} с каноническим неф-классом[англ.] {\displaystyle K_{X^{\prime }}}. В этом случае {\displaystyle X'} является минимальной моделью для {\displaystyle X}.

Вопрос о несингулярности многообразий {\displaystyle X'} и {\displaystyle X}, приведённых выше, является важным. Выглядит естественной  надежда, что если мы начинаем с гладкого {\displaystyle X}, мы всегда найдём минимальную модель или пространство расслоения Фано внутри категории гладких многообразий. Однако это неверно, так что становится необходимым рассмотрение сингулярных многообразий. Возникающие сингулярности называются терминальными сингулярностями.

## Минимальные модели поверхностей
Любая неприводимая комплексная алгебраическая кривая является бирациональной к единственной гладкой проективной кривой, так что теория для кривых тривиальна. Случай поверхности был сначала исследован итальянцами в конце девятнадцатого — начале двадцатого века. Теорема о стягивании Кастельнуово, по существу, описывает процесс построения минимальной модели любой гладкой поверхности. Теорема утверждает, что любой нетривиальный бирациональный морфизм {\displaystyle f:X\rightarrow Y}должен стягивать −1-кривую в гладкую точку, и наоборот, любая такая кривая может быть гладко стянута. Здесь −1-кривая является гладкой рациональной кривой C с самопересечением C.C = −1. Любая такая кривая должна иметь K.C=−1, что показывает, что если канонический класс является неф-классом, то поверхность не имеет −1-кривых.
Из теоремы Кастельнуово следует, что для построения минимальной модели для гладкой поверхности, мы просто стягиваем все −1-кривые на поверхности, и результирующее многообразие Y либо является (единственной) минимальной моделью с неф-классом K, либо линейчатой поверхностью (которая является такой же, как и 2-мерное пространство расслоения Фано, и является либо проективной плоскостью, либо линейчатой поверхностью над кривой). Во втором случае линейчатая поверхность, бирациональная к X, не единственна, хотя существует единственная поверхность, изоморфная произведению проективной прямой и кривой.

## Минимальные модели в пространствах высоких размерностей
В размерностях, больших 2, вовлекается более мощная теория. В частности, существуют гладкие многообразия {\displaystyle X}, которые не бирациональны любому гладкому многообразию {\displaystyle X'} с каноническим неф-классом. Главное концептуальное продвижение 1970-х и ранних 1980-х годов — построение минимальных моделей остаётся возможным с тщательным описанием возможных сингулярностей моделей. (Например, мы хотим понять, является ли {\displaystyle K_{X'}} неф-классом, так что число пересечений {\displaystyle K_{X'}{\cdot }C} должно быть определено. Следовательно, по крайней мере, наши многообразия должны иметь {\displaystyle nK_{X'}} дивизор Картье для некоторого положительного числа {\displaystyle n}.)
Первым ключевым результатом является теорема о конусах Мори, которая описывает структуру конуса кривых {\displaystyle X}. Коротко, теорема показывает, что начиная с {\displaystyle X}, можно по индукции построить последовательность многообразий {\displaystyle X_{i}}, каждое из которых «ближе», чем предыдущее к неф-классу {\displaystyle K_{X_{i}}}. Однако процесс может встретить трудности — в некоторой точке многообразие {\displaystyle X_{i}} может стать «слишком сингулярным». Гипотетическое решение этой проблемы — перестройка, вид хирургии коразмерности 2 на {\displaystyle X_{i}}. Неясно, существует ли требуемая перестройка, или что процесс всегда прервётся (то есть что достигнем минимальную модель {\displaystyle X'} за конечное число шагов.) Мори показал, что перестройки существуют в 3-мерном случае. 
Существование более общих логперестроек установил Шокуров для размерностей три и четыре. Впоследствии это обобщили для более высоких размерностей Биркар, Каскини, Хэкон, и Маккернан, опираясь на более ранние работы Шокурова, Хэкона и Маккернана. Они поставили также некоторые другие задачи, включая обобщение лог-канонических колец и существование минимальных моделей для лог-многообразий общего вида. 
Задача обрыва лог-перестроек в пространствах большей размерности остаётся объектом активного исследования.